# Sinagoga de Ajaltsije
La sinagoga de Ajaltsije (en georgiano: ახალციხის სინაგოგა) es una sinagoga ubicada en Ajaltsije, región de Mesjetia-Yavajetia, Georgia.

## Historia
La sinagoga fue construida en 1863 y es uno de los dos lugares de culto judíos en Ajaltsije y se conoce como la Sinagoga Vieja. La Nueva Sinagoga no está lejos, en la misma calle.
El edificio fue renovado en los años 2011 y 2012.

## Arquitectura
La sinagoga de la comunidad judía georgiana tiene un hejal en el lado oeste hacia Jerusalén. La entrada está en el sur. En el lado este, frente al hejal, está el matroneo de mujeres.

## Galería

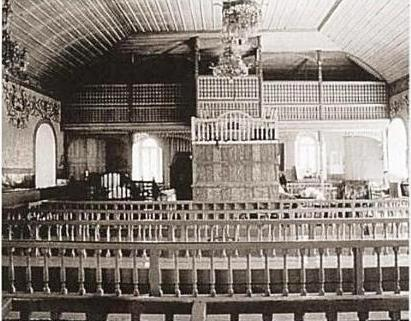
Sinagoga de Ajaltsije en 1863
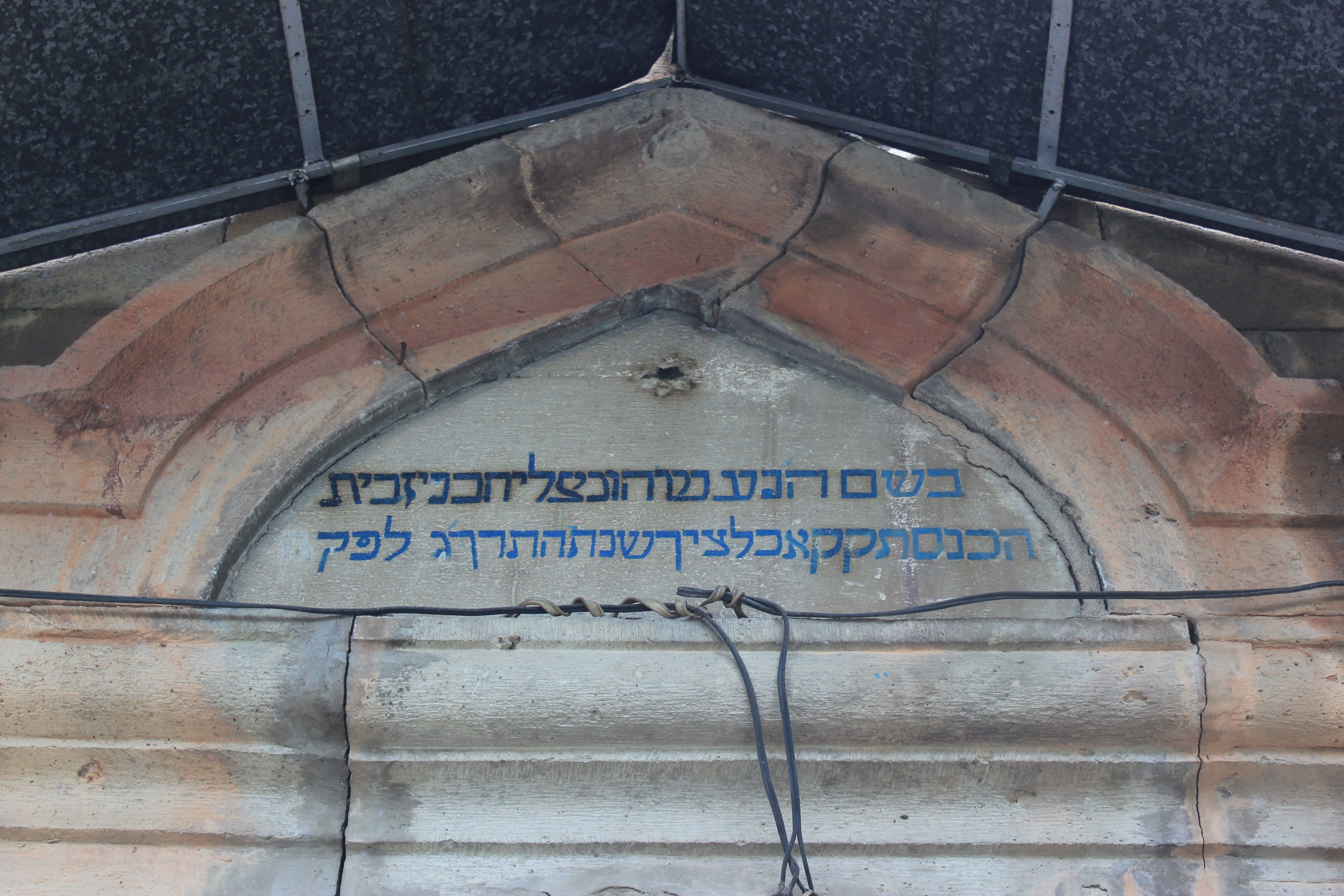
Detalle de la fachada
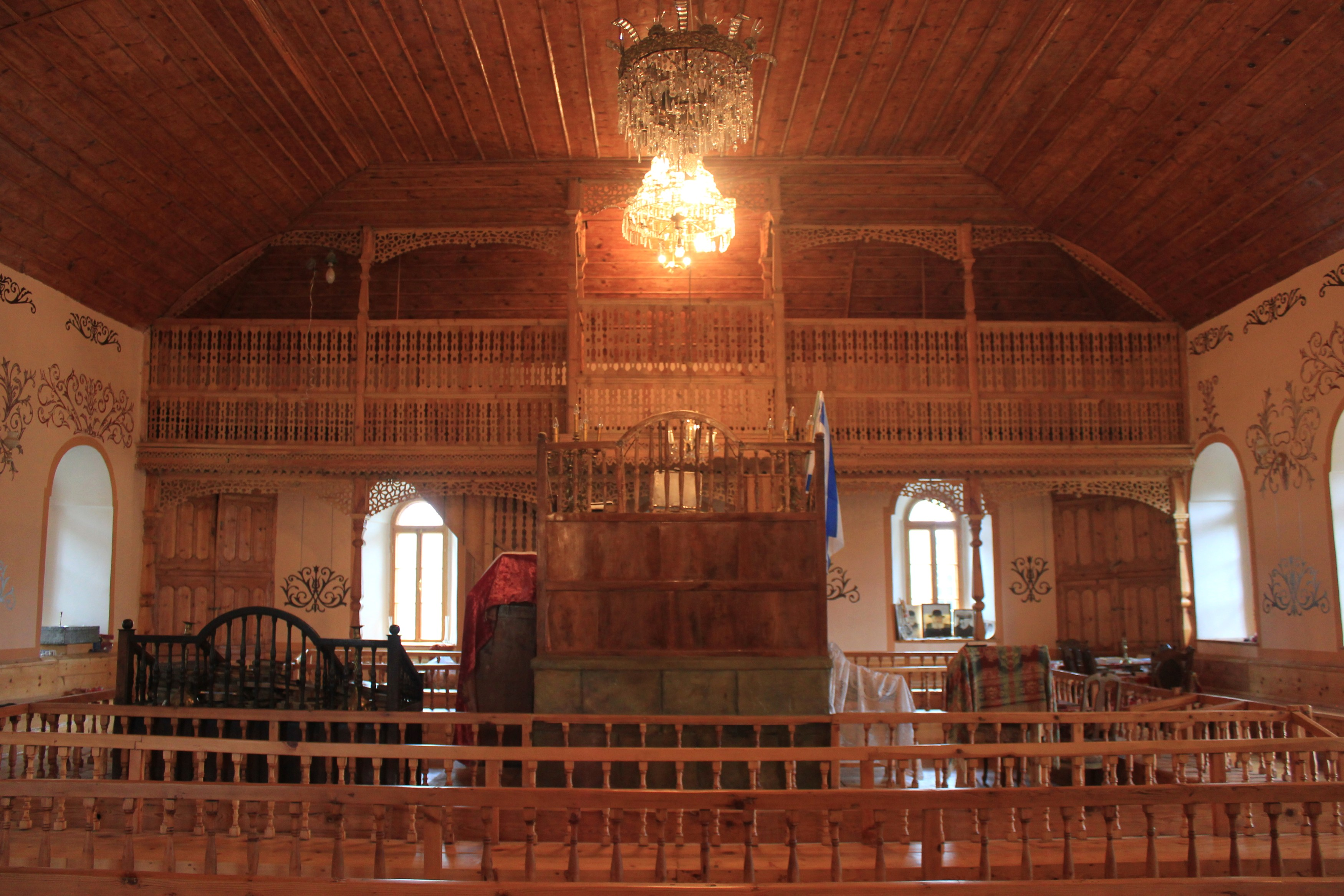
Interior de la sinagoga